# تلخ‌آبیه
تلخ آبیه، روستایی از توابع بخش مرکزی شهرستان تنگستان در استان بوشهر ایران است.

## جمعیت
این روستا در دهستان اهرم قرار دارد و براساس سرشماری مرکز آمار ایران در سال ۱۳۹۰ جمعیت آن ۲۴نفر (۶خانوار) می‌باشد که در سرشماری سال ۱۳۸۵، جمعیت آن زیر سه خانوار بوده‌است.